# Расселл, Аллан
Аллан Джон Расселл (англ. Allan John Russell; 13 декабря 1980, Глазго, Шотландия) — шотландский футболист, играющий на позиции полузащитника, тренер, ассистент главного тренера сборной Англии по футболу.

## Карьера
Рассел начал свою карьеру в 1999 году в «Гамильтон Академикал», и в течение более чем четырехлетнего периода сыграл более шестидесяти матчей. В 2003 году Рассел подписал двухлетний контракт с Сент-Миррен, а затем перешёл в английскую команду «Маклсфилд Таун» в начале 2005 года. Однако, в новом клубе Аллан не задержался, и уже через несколько месяцев перешёл в «Мансфилд Таун» в начале сезона 2005/06.
Рассел вернулся в Шотландию в клуб «Партик Тисл» в январе 2007 года. В «Партике» он лишь однажды; его гол стал победным в матче с «Ливингстоном». Рассел начал сезон 2007/08 в «Эйрдрионианс», и получил награду «Игрок месяца» в декабре 2007 года. Также он стал весьма результативен - к февралю 2008 года он уже забил больше, чем за весь предыдущий сезон. Тем самым, он привлёк интерес клубов шотландской премьер-лиги «Килмарнок» и «Данди Юнайтед».